# Пшедеч
Пшедеч (пол. Przedecz)  —  город  в Польше, входит в Великопольское воеводство,  Кольский повят.  Имеет статус городско-сельской гмины. Занимает площадь 2,98 км². Население — 1779 человек (на 2006 год).

## История

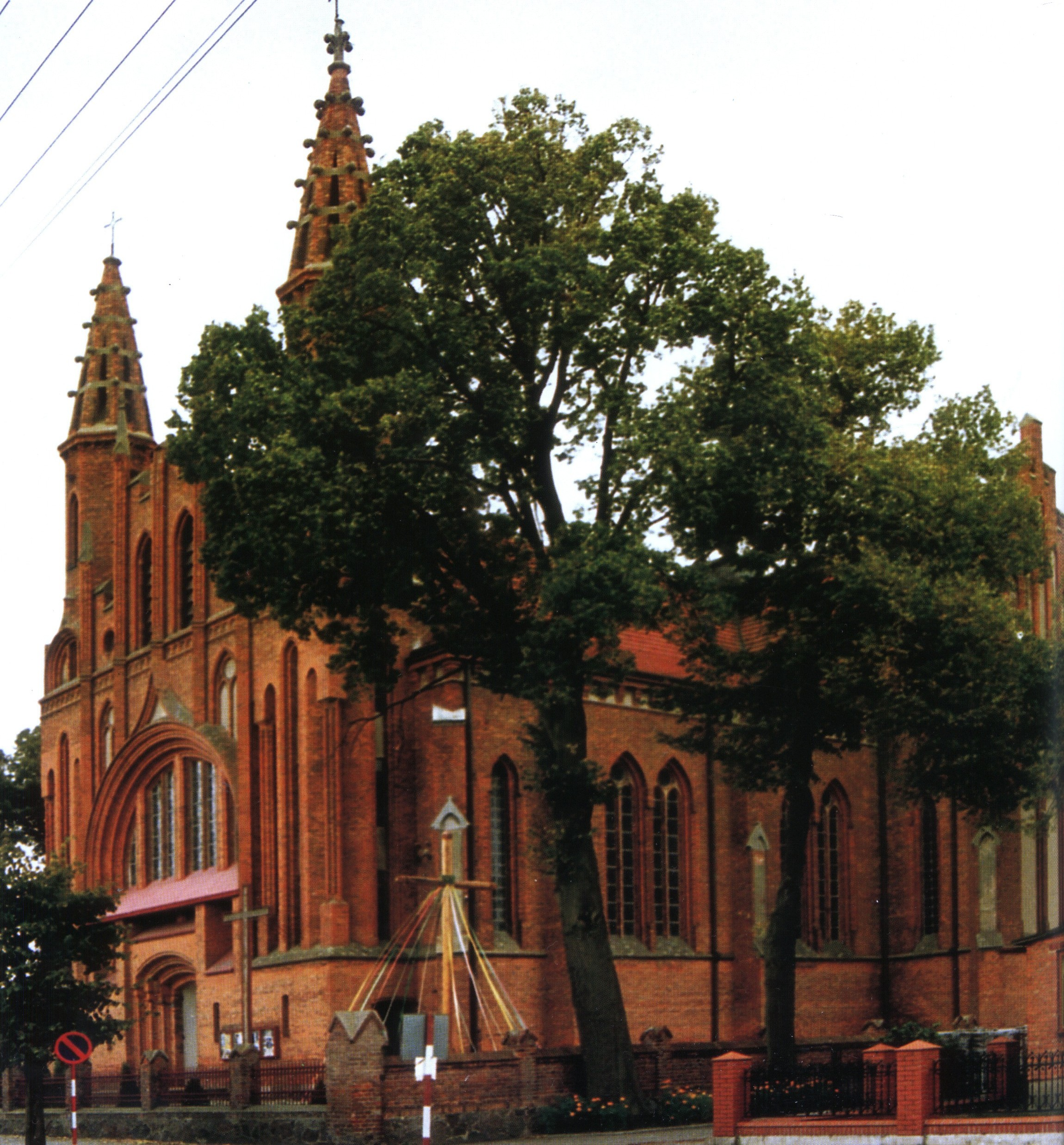
Костёл